# اسماعیل غصپرینسکی
اسماعیل غصپرینسکی (به ترکی استانبولی: İsmail Gaspıralı) (۲۰ مارس ۱۸۵۱–۱۱ سپتامبر ۱۹۱۴) روشنفکر و مربی و ناشر و سیاستمدار تاتار کریمه بود. او یکی از اولین مسلمانان و روشنفکران در امپراتوری روسیه بود که متوجه نیاز به آموزش فرهنگی و اصلاحات و نوسازی اجتماعی ترکان و جوامع اسلامی شد. شهرت او منسوب به شهر گسپرا در کریمه هست.

## زندگی‌نامه

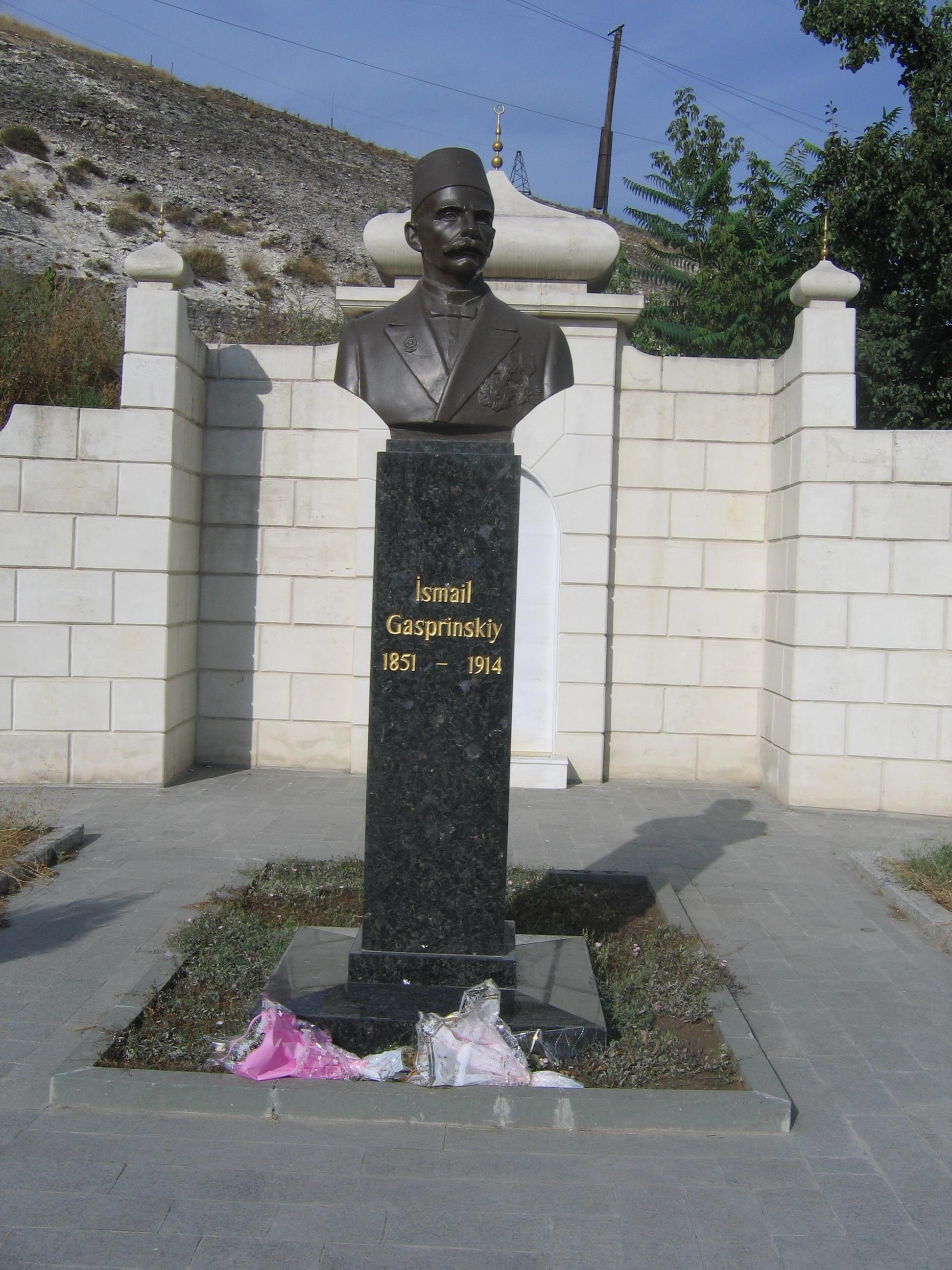
Gasprinski بنای تاریخی در باغچه‌سرا(کریمه).

اسماعیل غصپرینسکی ایده‌های خود را عمدتاً از طریق روزنامه ترجمان منتشر می کرد. او ترجمان را در سال ۱۸۸۳ تأسیس کرد و انتشار آن تا سال ۱۹۱۸ ادامه داشت.
در نشریات خود برای وحدت و همبستگی در میان ترکان و مسلمانان روسیه و حمایت از نوسازی آنها از طریق آشنا سازی با پیشرفتهای اجتماعی در اروپا فعالیت می‌کرد. اسماعیل معتقد بود که تنها راه برای نوسازی از طریق آموزش و پرورش است. او به طور گسترده‌ای سیستم آموزش و پرورش سنتی را مورد انتقاد قرار می‌داد معتقد به ابداع یک روش جدید تدریس به کودکان برای خواندن و نوشتن در زبان مادری بود.
 او در سال ۱۸۸۱ گفت: :
"دلیل اصلی برای عقب ماندگی ما بیماری جهل است. ما هیچ دسترسی به همه آنچه که کشف شده و به آنچه در اروپا در جریان است نداریم. ما باید قادر به خواندن به منظور غلبه بر انزوا باشیم. ما باید ایده‌های جدید اروپایی را یاد بگیریم.
اسماعیل غصپرینسکی یک مجله جدید برای زنان به نام عالم نسوان منتشر کرد که مدیر تحریر آن دخترش شفیقه بود و همچنین یک نشریه برای کودکان به نام عالم سبیان (دنیای کودکان) منتشر کرد. اسماعیل یکی از بنیانگذاران اتحادیه مسلمین بود که در سال ۱۹۰۷ ایجاد شد. هدف این سازمان کمک به اتحاد روشنفکران قوم‌های مسلمان و ترک در امپراتوری روسیه بود. او همچنین یکی از بانیان اصلی کنگره مسلمان روسیه بود. هدف این کنگره ایجاد ارتباط به منظور اصلاحات اجتماعی و مذهبی در میان مسلمانان روسیه بود.

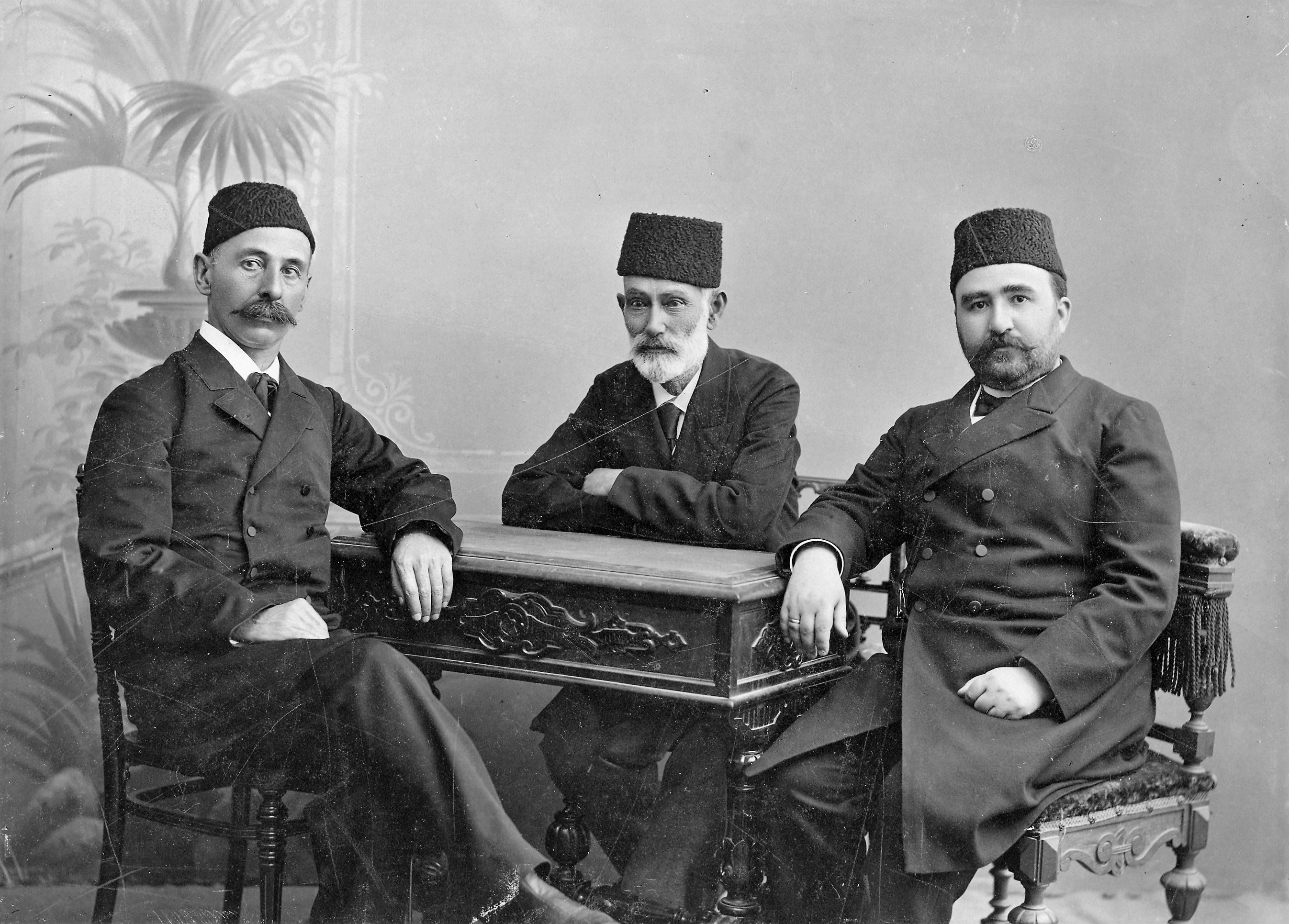
غصپرینسکی همراه با حسن بیگ زردابی و علیمردان توپچوباشوف

او همچنین به عنوان الهام بخش جنبش جدیدیزم معروف است. اسماعیل در سال ۱۹۱۲ از هندوستان تحت سلطه بریتانیا دیدن کرد.